# Khasansky (huyện)
Huyện Khasansky (tiếng Nga: Хаса́нский райо́н) là một huyện hành chính tự quản (raion), của vùng Primorsky Krai, Nga. Huyện nằm ở phía tây nam của vùng, nằm giữa sông Đồ Môn và vịnh Peter the Great, và có chung đường biên giới với cả Trung Quốc và Bắc Triều Tiên. Huyện có diện tích 4130 km², dân số năm 2010 là 35,541 người. Trung tâm của huyện đóng ở Slavyanka, chiếm 39.5% dân số toàn vùng.

## Tự nhiên
Một phần quan trọng của khu vực được bảo vệ bởi luật pháp của Nga. Các khu bảo tồn thiên nhiên bao gồm Kedrovaya Pad, được thành lập để bảo vệ các loài động vật quý hiếm ở Nam Primorye như báo Amur, hổ Siberia và Hươu xạ Siberia; và Khu bảo tồn thiên nhiên biển Viễn Đông (1978), bảo vệ thế giới dưới nước của Vịnh Peter, bao gồm hơn hai nghìn loài động vật không xương sống (như hải sâm), khoảng ba trăm loài cá và hải cẩu đốm.

## Kinh tế
Đánh bắt thủy sản và đóng sửa tàu thống trị nền kinh tế của huyện. Phát triển nuôi trồng thủy sản, thiết lập cơ sở vệ sinh y tế và phát triển du lịch cao cấp được coi là có tiềm năng ở đây. Nông nghiệp là chuyên ngành chăn nuôi động vật để lấy lông thú.
Có các mỏ kim loại quý và cát xây dựng, và mỏ đá sứ Gusevskoye được sử dụng bởi công trình sứ của Primorye Krai trong huyện.
Có một số cảng biển: Posyet, Zarubino và Slirlanka, với các tuyến giao thông đến Trung Quốc và Cộng hòa Dân chủ Nhân dân Triều Tiên. Khu định cư kiểu đô thị Khasan gần hồ Khasan có đường biên giới giữa Nga và Triều Tiên.

## Đối tác
- Sokcho, Hàn Quốc